# Spelkvällen
Spelkvällen (tyska: Spieleabend) är en tysk thriller- och komedifilm från 2024. Filmen är regisserad av Marco Petry, efter ett manus skrivet av Claudius Pläging och Andrej Sorin. Filmen hade premiär på Netflix den 12 juli 2024.

## Handling
Filmen kretsar kring en ung man som möter sin flickväns vänner för första gånger när plötsligt hennes före detta också dyker upp.

## Rollista (i urval)
- Anna Maria Mühe
- Haviland Stillwell
- Dennis Mojen
- Edin Hasanović
- Axel Stein
- Janina Uhse
- Stephan Luca